# День Конституции Ирана

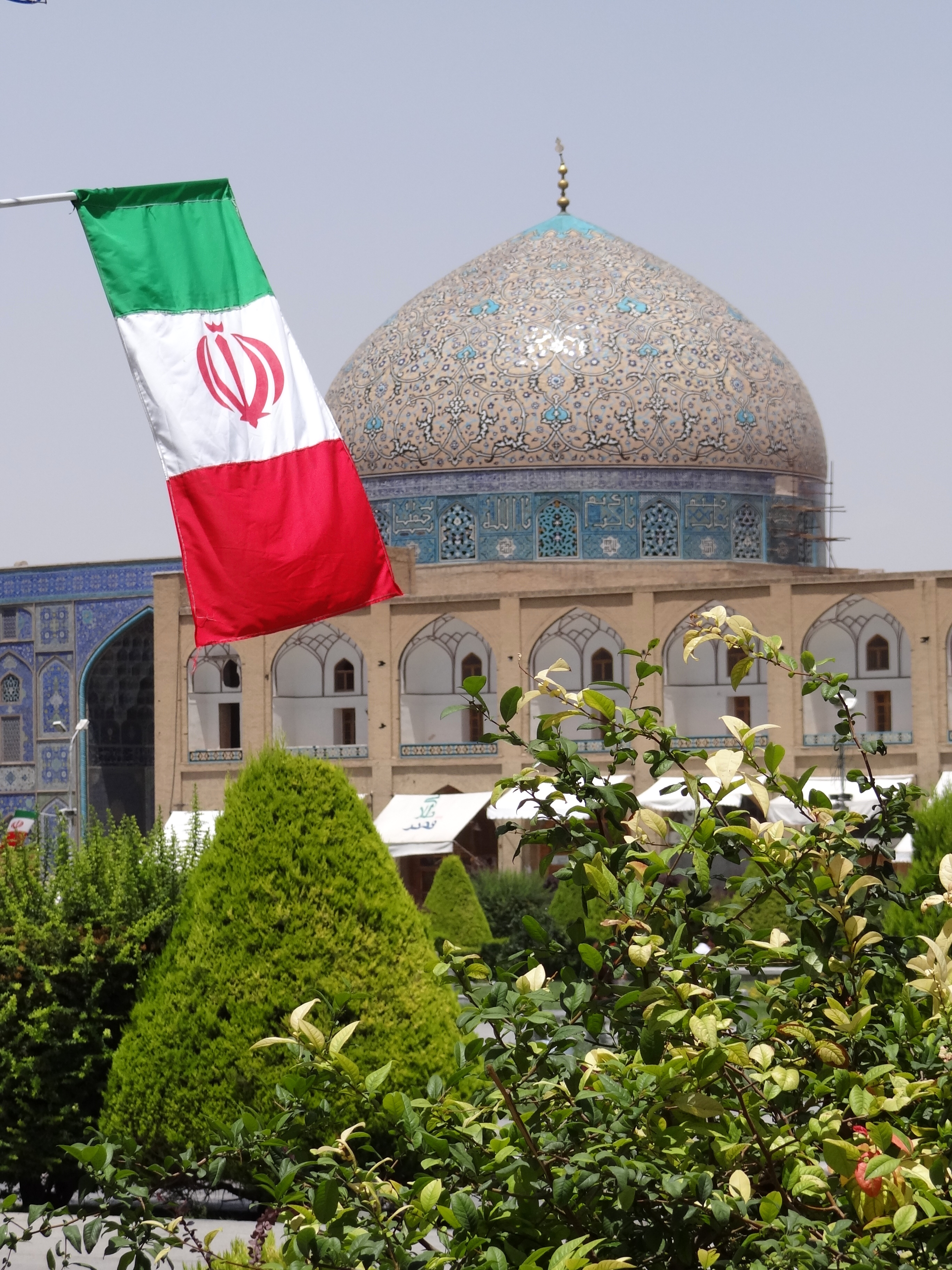
Флаг Ирана

День конституции Исламской Республики Иран (перс. روز قانون اساسی جمهوری اسلامی‎, Ruz-e qanun-e asasi-ye jomhuri-ye eslami) — ежегодный праздник в честь принятия конституции Исламской Республики в 1979 году, который проходит 12 азара (2 декабря).
Нынешняя конституция ИРИ вступила в силу по итогам референдума, который проходил 2 и 3 декабря 1979 года. Проект новой конституции поддержали около 98 % населения.
В конституцию 1979 года был введен принцип «велаят-е факих», предусматривающий верховенство полномочий факиха в законодательной, исполнительной и судебной власти. Иранскую конституцию назвали гибридом, содержащим элементы теократической и демократической формы правления. В то время, как в первой и второй статьях верховной силой наделяется бог, в шестой статье говорится о президентских выборах и выборах в меджлис, или иранский парламент. Тем не менее, все права и демократические процедуры контролируются высшим руководителем и Советом стражей конституции, состоящим из шести представителей духовенства, назначаемых рахбаром и шести правоведов, которых учреждает Верховный суд.

## История создания
Идея создания конституции возникла до свержения династии Пехлеви, когда аятолла Хомейни пребывал в Париже. Именно там он составил первоначальный проект основного закона ИРИ, который основывался на конституции Пятой французской республики. После этого текст конституции прошёл ряд рассмотрений в Иране.
Первоначальную версию конституции 1979 года составил председатель Совета исламской революции Хасан Хабиби. Она не сильно отличалась от действовавшей в тот момент конституции 1906 года и не давала духовенству широкого спектра полномочий в новом государственном устройстве. Все это вызвало критику и повлекло за собой значительные изменения текста.
Составлением окончательной версии конституции занимался Совет по выработке конституции. В конце октября он завершил работу над текстом и 15 ноября он был утвержден Конституционным собранием. Совет по выработке конституции состоял из 73 членов. Из них 55 были представителями духовенства, из которых 50 человек являлись членами Исламской республиканской партии. Около 15 человек принадлежали другим партиям или были независимыми представителями и выступали против противоречивых статей конституции. Такие положения включали введение принципа «велаят-е факих», а также установление правящего ядра, состоящего из духовенства шиитского толка.

## Поправки 1989 года
В 1989 году появилась необходимость внести поправки в основной закон государства. 24 апреля по распоряжению Рухоллы Хомейни был основан Совет по пересмотру конституции, состоящий из 25 членов. Вопросы, выносимые на рассмотрение, включали централизацию исполнительной и судебной власти, пересмотр положения о количестве депутатов в меджлисе, избираемых среди признанных в Иране меньшинств и другие. К 11 июля все поправки были сформулированы и 28 июля, после смерти Хомейни, в Иране прошёл референдум, который поддержала большая часть населения страны.
В Иране снова прошёл референдум, по результатам которого в конституцию первый и единственный раз были внесены существенные изменения, включая упразднение должности премьер-министра, создание Высшего совета национальной безопасности и отмену требования к высшему руководителю Ирана иметь титул марджа.